# Більченко Максим Андрійович
Максим Андрійович Більченко (нар. 3 серпня 1989) — український спортсмен, веслувальник на байдарках і каное, срібний призер літньої Універсіади у Казані.

## Біографія

### Універсіада 2013
На літній Універсіаді, яка проходила з 6-о по 17-е липня у Казані, Максим предсталяв Україну в веслуванні на байдарках і каное у дисципліні байдарка-четвірка 200 метрів. та завоював срібну нагороду разом із Олександром Сенкевичем, Євгеном Карабутою та Ігорем Труновим.
У попередніх запливах вони посіли перше місце (32.196) чим відразу гарантували собі участь у фіналі. Там українці покращили свій час до 30.611, але цього виявилось недостатньо і вони посіли лише друге місце. Чемпіонами стали росіяни (30.060), бронзові нагороди у поляків (31.031).

## Державні нагороди
- Орден Данила Галицького (25 липня 2013) — за досягнення високих спортивних результатів на XXVII Всесвітній літній Універсіаді в Казані, виявлені самовідданість та волю до перемоги, піднесення міжнародного авторитету України[4]